# Blow Job (Film)
Blow Job  ist ein Underground-Experimentalfilm von Andy Warhol. Er wurde im Januar 1964 in Warhols Studio The Factory im 16-mm-Format gedreht. Die Uraufführung fand am 16. Juli 1964 (gemeinsam mit Warhols Film Eat) in der Washington Square Gallery von Ruth Kligman am Broadway in Manhattan statt.

## Handlung
Der Schwarz-weiß-Stummfilm führt in einer Länge von 35 Minuten DeVeren Bookwalter vor, der eine Fellatio (engl.: Blow job) empfängt. Man sieht lediglich sein Gesicht und einen Teil des Oberkörpers in einer statischen Kamera-Einstellung. Die im Titel genannte Aktivität selbst wird nicht direkt gezeigt.

## Hintergrund
Als Darsteller war von Warhol ursprünglich Charles Rydell vorgesehen, der das Ganze aber für einen Witz hielt und nicht am Drehort erschien. Es gilt als relativ sicher, dass derjenige, der die nicht gezeigte Fellatio ausführte, der New Yorker Professor Willard Maas, Ehemann der Filmemacherin Marie Menken war. Die Meinungen über den Film sind von Anfang an geteilt gewesen.